# 2つのノルウェーの旋律
『2つのノルウェーの旋律』独: Zwei Nordische Waisen）作品63は、エドヴァルド・グリーグが1895年に作曲した、2曲からなる弦楽合奏曲である。同年にライプツィヒのペータースから出版されたが、初演については不明である。また、ピアノ独奏および連弾用にも編曲され、これらも同社から出版されている。

## 楽器編成
弦楽合奏。部分的に独奏ヴァイオリンのパートがあり、またチェロ以上のパートが各2部に分かれて最大で9部となる。

## 演奏時間
第1曲：約7分、第2曲：約4分、計約11分

## 内容

### 第1曲 民謡の調子で
ドイツ語原題は Im Volkston。フレデリック・ドゥエ（Frederik Due, 1853年 - 1906年）の旋律による。ドゥエはノルウェーの外交官で、パリ駐在大使などを務めたが、一方でアマチュアの音楽家でもあり、歌曲やピアノ曲を作曲した。本曲に用いられた旋律は、1894年にグリーグがパリでドゥエと出会った際に贈られたものである。
曲はこの旋律を、主題呈示を含めて5回変奏するのみの、単純なものとなっている。

### 第2曲 牛寄せ歌と足踏み踊り
ドイツ語原題は Kuhreigen und Bauerntanz。この訳題は菅野宏和によるもので、原題の正確な訳ではないが、作品の素材となった原曲の原題（ノルウェー語）ないし内容を参照して、より作品内容につながるものにした、としている。
この曲自体がさらに2つの小曲からなるが、これらは続けて演奏される。どちらの小曲も『25のノルウェーの民謡と舞曲』作品17からとられており、「牛寄せ歌」は第22曲「湿原に呼ばわる」（牛寄せ歌）の旋律、「足踏み踊り」は第18曲「つまづき踊り」の旋律による。